# Semia
Semia era, segons la mitologia etrusca, la deessa de la terra. De vegades se l'anomena Semla. És l'equivalent a la deessa grega Sèmele.
Semia va ser la mare de Fufluns. Un mirall etrusc del segle iv aC mostra una dona, Semia, portant un tirs i abraçant a un jove Fufluns en presència d'Aplu, que sosté una branca de llorer. A la banda esquerra hi ha un sàtir tocant la flauta.